# Barra shopping
Il Barra shopping è un centro commerciale brasiliano situato a Barra da Tijuca nella città di Rio de Janeiro, in Brasile inaugurato il 26 ottobre 1981. Fa anche parte del complesso il New York City Center. Conta più di 500 negozi, con articoli che spaziano in molte categorie (casa, abbigliamento, elettrodomestici, discografia, sport).
Conta più di novemila impiegati e movimenta circa 900 milioni di reais brasiliani ogni anno.